# Paracoptochirus kozanensis
Paracoptochirus kozanensis är en skalbaggsart som beskrevs av Riccardo Pittino 2001. Paracoptochirus kozanensis ingår i släktet Paracoptochirus och familjen Aphodiidae. Inga underarter finns listade i Catalogue of Life.